# Jovino
Jovino (en latín, Iovinus) fue un senador galorromano que se proclamó emperador de Occidente (411 - 413).

## Biografía
Tras la derrota del usurpador conocido como Constantino III, Jovino fue proclamado emperador en Maguncia en 411, siendo un títere en manos de Gunther, rey de los burgundios, y Goar, rey de los alanos. Jovino mantuvo su posición en la Galia durante dos años, los suficientes como para acuñar moneda, que lo muestra llevando la diadema imperial. Fue apoyado por cierto número de nobles galorromanos que habían sobrevivido a la derrota de Constantino.
Con el pretexto de la autoridad imperial de Jovino, Gundahar y sus burgundios se establecieron en la margen occidental del Rin (el lado romano) entre el río Lauter y el Nahe. Allí fundaron un reino con la vieja colonia gala romanizada de Borbetomagus (actual Worms) como capital.
El final le llegó a Jovino cuando los visigodos comandados por Ataúlfo abandonaron Italia (por consejo de Prisco Atalo), aparentemente para encontrarse con él y llevárselo como rehén junto a Prisco Atalo (ya exemperador) y Gala Placidia, la hermanastra de Honorio. Entonces Ataúlfo atacó y mató a Sarus, que también había acudido a apoyar a Jovino. Jovino, ofendido por ello, erró al elevar a su hermano Sebastiano a la dignidad imperial. Insultado, el visigodo alió a su pueblo con Honorio y juntos vencieron a las tropas del usurpador. Sebastiano fue ejecutado, y aunque Jovino huyó para salvar su vida, fue traicionado y capturado en Valentia (Valence) y llevado a Narbo (Narbona), donde Póstumo Dardano, el prefecto del pretorio (gobernador) de la Galia, que permanecía leal a Honorio, lo mandó ejecutar. Las cabezas de los hermanos fueron luego enviadas a Honorio y expuestas en las murallas de Rávena, antes de ser traspasadas a Cartago, donde fueron exhibidas permanentemente junto con las cabezas de otros cuatro usurpadores.